# Ahnsen (Meinersen)
Ahnsen ist ein Ortsteil der Gemeinde Meinersen (Samtgemeinde Meinersen) im niedersächsischen Landkreis Gifhorn. 

## Geschichte
Ahnsen wurde urkundlich um 1220 Adenhusen, um 1270 Adensen und im 14. Jahrhundert Adesen genannt. Die Edelherren von Meinersen waren hier begütert. Luthard III. von Meinersen kaufte vor 1220 mit dem Gelde seiner Frau den Zehnt. 1 Hof mit dem zugehörigen Zehnt gaben die Edelherren um 1220 als Lehen an Berning Cocus.

## Geografie und Verkehrsanbindung
Der Ort liegt westlich des Kernortes Meinersen direkt an der östlich verlaufenden Oker, die weiter nördlich in Müden (Aller) in die Aller mündet.
Durch den Ort führt die B 188 und südwestlich verläuft die B 214.

## Geschichte

### Einwohnerentwicklung
| Jahr      | 1885 | 1925 | 1933 | 1939 | 2019 |
| --------- | ---- | ---- | ---- | ---- | ---- |
| Einwohner | 441  | 526  | 485  | 467  | 1217 |

## Vereine
- TUS Ahnsen e.V.[4]
- Freiwillige Feuerwehr Ahnsen[5]
- Schützenverein Ahnsen von 1858 e.V.[6]
- Sportvereinigung Meinersen-Ahnsen-Päse e.V.[7]